# Пье, Жереми
Жереми́ Викто́р Пье (фр. Jérémy Victor Pied; 23 февраля 1989, Гренобль, Франция) — французский футболист, защитник.

## Клубная карьера
Жереми Пье дебютировал в Лиге 1 за «Лион» в сезоне 2010/11 против «Монако», выйдя со скамейки на 76-й минуте, заменив Бафетимби Гомиса. Матч закончился нулевой ничьей.
Первая игра в стартовом составе пришлась на матч с «Валансьеном», в котором Пье отдал голевую передачу на Джимми Бриана. Однако Гаэтан Бонг забил ответный мяч на 69-й минуте, матч закончился с счетом 1—1.
14 сентября 2010 года, он сыграл свою первую игру в Лиге чемпионов против «Шальке 04», заменив Мишела Бастоса. Пье своей игрой заслужил доверие Клода Пюэля и начал играть регулярно, начиная матчи со скамейки запасных.
2 октября 2010 года он сыграл полный матч против «Нанси», Жереми сделал результативную передачу. В итоге «Лион» выиграл матч 3-2.
14 ноября 2010 года он забил единственный гол в матче и второй в сезоне против «Ниццы» после передачи Йоанна Гуркюффа.
3 декабря 2010 года Жереми продлил контракт с «Лионом» на 2 года до июня 2014 года.
27 августа 2011 года забил свой первый гол в сезоне 2011/12, в матче против «Монпелье».
26 августа 2012 года Пье перешёл в «Ниццу» за 3 миллиона евро, подписав четырёхлетний контракт.

## Достижения
«Лион»
- Обладатель Кубка Франции: 2012

«Лилль»
- Чемпион Франции: 2020/21
- Обладатель Суперкубка Франции: 2021